# 小黑山岛
小黑山岛位于中华人民共和国华东地区山东半岛以北的渤海海峡中，是庙岛群岛（长山列岛）中一座岛屿。小黑山岛原属山东省长岛县管辖，2020年长岛县与蓬莱市合并成立了烟台市蓬莱区，现小黑山岛属于烟台市蓬莱区黑山乡小黑山村委会管辖。

## 地理
历史上，小黑山岛与大黑山岛合称为“黑岛”，清代始称今名。小黑山岛近似呈长方形，北东向展布，长1.9千米，宽0.85千米。面积1.2603平方千米，海岸线长5.79千米。最高点位于岛东部中段的大山城，海拔95.1米。